# Medarduskirche (Ostdorf)

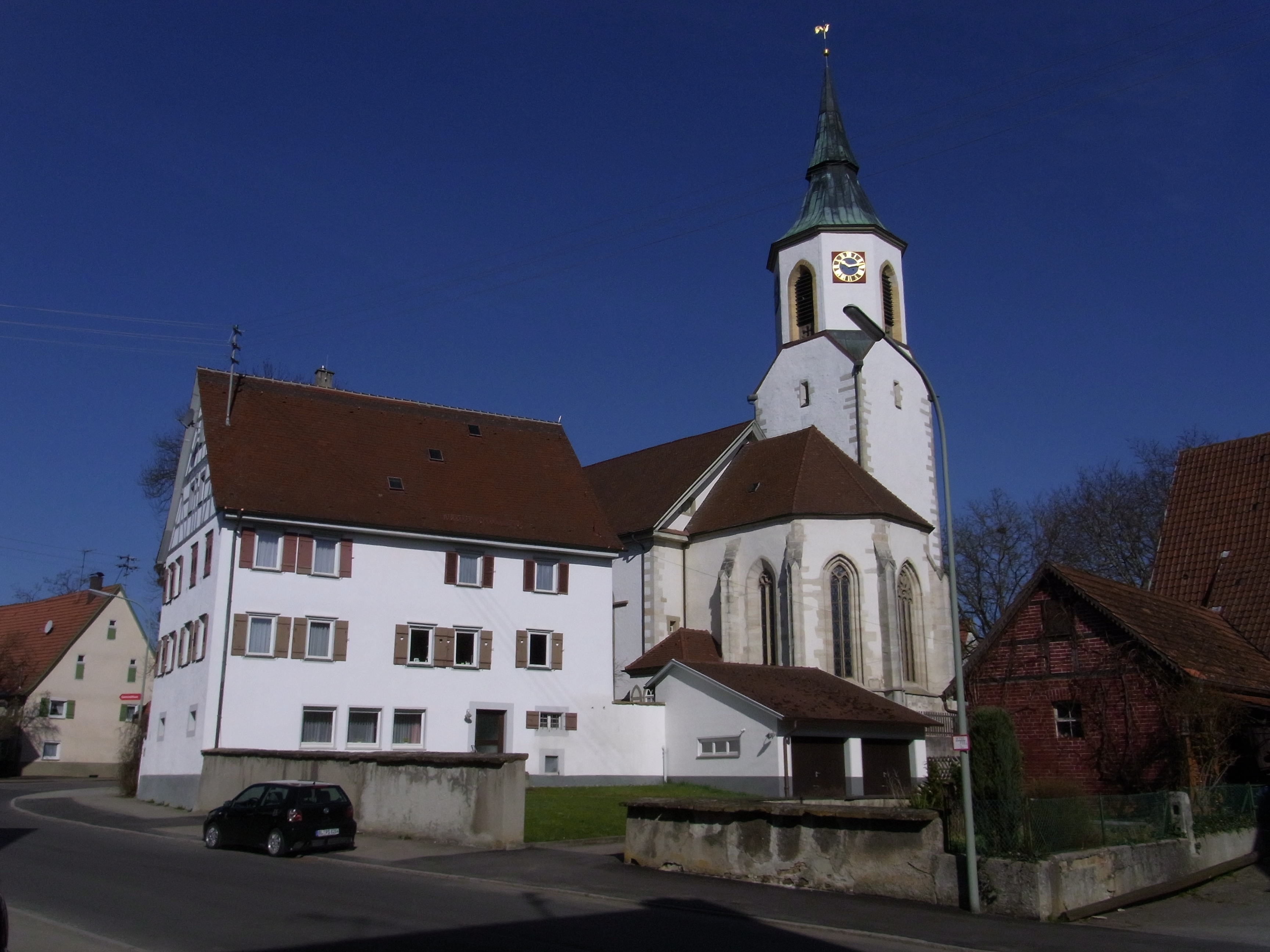
Medarduskirche in Ostdorf; links davor das Pfarrhaus

Die zum Teil mittelalterliche, evangelische Medarduskirche steht in Ostdorf, einem Stadtteil von Balingen im Zollernalbkreis in Baden-Württemberg. Die Pfarrkirche gehört zum  Dekanat Balingen der Württembergischen Evangelischen Landeskirche. Das ortsbildprägende Bauwerk ist beim Landesamt für Denkmalpflege Baden-Württemberg als Baudenkmal eingetragen und geschützt.

## Beschreibung

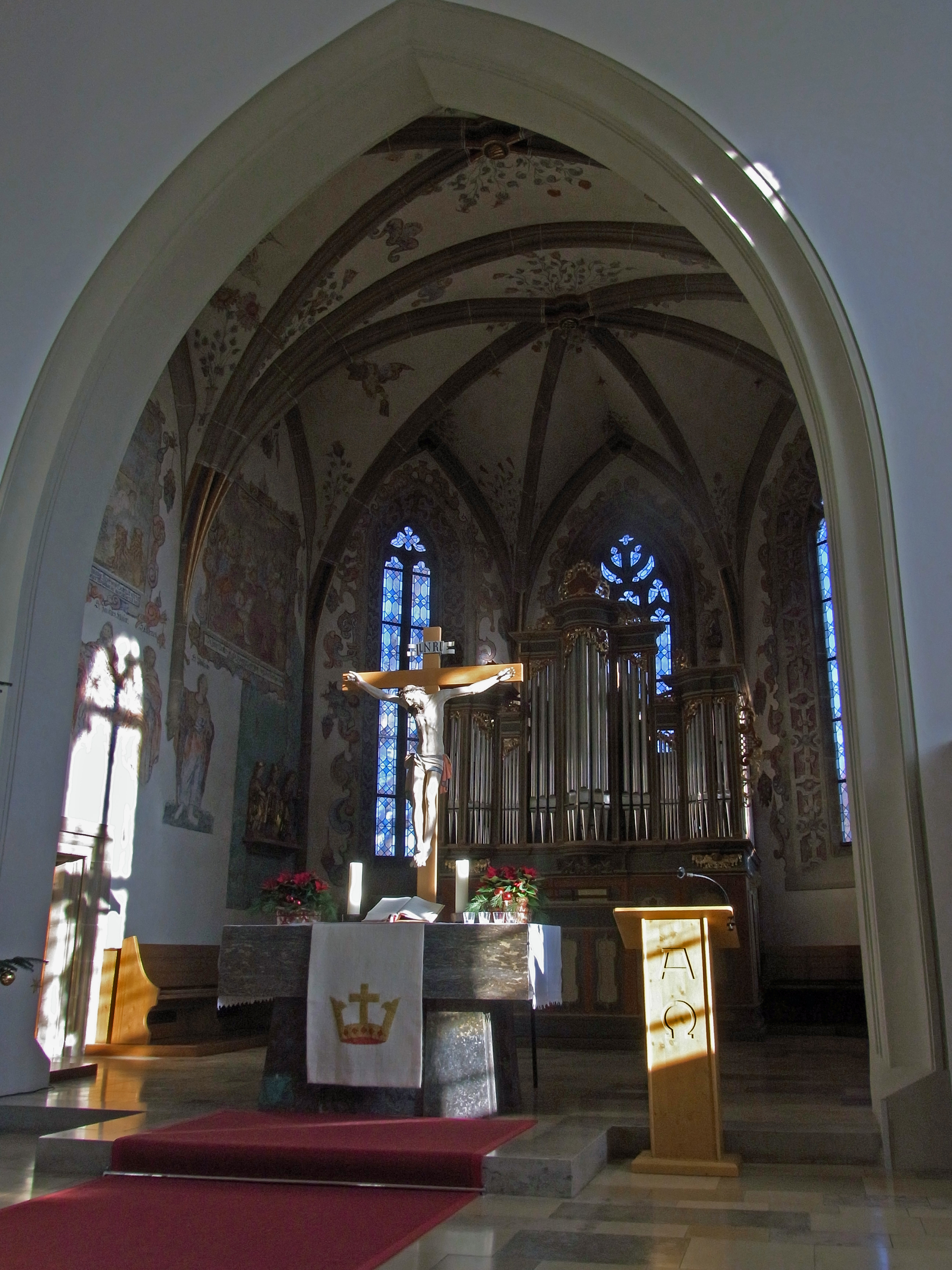
Chor

Die Saalkirche besteht aus einem neugotischen Langhaus nach einem Entwurf von Carl Christian Nieffer, einem eingezogenen, dreiseitig geschlossenen Chor aus dem 14. Jahrhundert im Osten, der außen von Strebepfeilern gestützt und innen mit einem Kreuzgewölbe überspannt wird, und einem Chorflankenturm an der Nordwand des Chors. Der romanische untere Bereich des Turms ist mit einem achteckigen Geschoss aufgestockt, das die Turmuhr und den Glockenstuhl mit drei Kirchenglocken trägt und wird mit einer gestuften Haube abgeschlossen.

## Deckengemälde
Seit 1890 ist die bis dahin weiß übertünchte Kirche bemalt. Ostdorfer Frauen verkauften Eier und spendeten 1100 Goldmark. Pfarrer Moser beauftragte den Schweizer Kirchenmaler Julius Sprießler, Jesus auf einem Berg sitzend zu malen. Julius Sprießler wohnte damals in Hechingen. Die von den Frauen finanzierte Ausmalung der Kirche brachte die Kritik einiger Gemeindeglieder ein. Als Reaktion ließ Pfarrer Moser ein Zitat aus den Seligpreisungen anbringen: „selig sind die da arm im Geiste sind“. Vor Ort wurde die Bibelzitat auch in der Tradition von Meister Eckhart gesehen:

„Das ist ein armer Mensch, der nichts will und nichts weiß und nichts hat.“

Darauf musste Pfarrer Moser die Pfarrstelle verlassen. Später wurde das Bibelzitat entfernt.
Heute wird das Bild wie folgt gedeutet: Der Glaube kommt aus der Predigt - aus dem Hören auf das Wort von Jesus. Das geschieht jeden Sonntag im den Gottesdiensten.